# Radosław Majdan
Radosław Majdan (uitspraak: [raˈdɔswaf ˈmajdan]) (Szczecin, 10 mei 1972) is een voormalig profvoetballer uit Polen. Hij speelde als doelman, en sloot zijn carrière in 2010 af bij Polonia Warschau. Behalve in zijn vaderland Polen speelde Majdan clubvoetbal in Turkije, Griekenland en Israël.

## Interlandcarrière
Majdan kwam in totaal zeven keer uit voor de nationale ploeg van Polen in de periode 2000-2002. Hij maakte zijn debuut op woensdag 26 januari 2000 in de vriendschappelijke uitwedstrijd tegen Spanje (3-0), net als Arkadiusz Kaliszan. Majdan nam met Polen deel aan de WK-eindronde van 2002. Hij kreeg de voorkeur boven Jerzy Dudek in het afsluitende groepsduel tegen de Verenigde Staten.

## Erelijst
Wisła Kraków
- Pools landskampioen

2004, 2005

## Trivia
Majdan, die ook wel "de Poolse Beckham" wordt genoemd, is in Polen een echte celebrity. Hij was van 2005 tot 2008 getrouwd met de zangeres Dorota Rabczewska ("Doda") en laatstgenoemde liet zich dikwijls zeer openhartig uit over hun seksuele leven. Ook hun scheiding werd breed uitgemeten in de Poolse media, niet in het minst door de betrokkenen zelf.
Majdan werd in 2006 namens het Burgerplatform verkozen in de regionale raad van het woiwodschap West-Pommeren. Hij kreeg 15.262 stemmen in één kiesdistrict. Aan zijn politieke carrière kwam in juni 2009 een eind, toen hij zijn zetel in verband met een verhuizing weer opgaf.
Sinds 2012 is Majdan gitarist van rockband The Trash.